# 34-й Берлинский международный кинофестиваль
34-й Берлинский международный кинофестиваль прошёл с 17 по 28 февраля 1984 года в Западном Берлине.

## Жюри
- Лив Ульман (председатель жюри)
- Жюль Дассен
- Эдвард Беннет
- Мануэла Кернат-Георгиу
- Лана Гогоберидзе
- Туллио Кезич
- Стеффен Кученреутер
- Жанин Меерапфель
- Кевин Томас
- Марио Варгас Льоса
- Адольф Вьецци

## Конкурсная программа
- За наших любимых, режиссёр Морис Пиала
- Akelarre, режиссёр Педро Олеа
- Аин, режиссёр Аллен Фон (Фон Юкпхин)
- Женщины-врачи, режиссёр Хорст Зееман
- Принцип Ноева ковчега, режиссёр Роланд Эммерих
- Автограф, режиссёр Петер Лилиенталь
- Бал, режиссёр Этторе Скола
- Чемпионы, режиссёр Джон Ирвин
- Взломщики, режиссёр Луи Маль
- Костюмер, режиссёр Питер Йетс
- Флирт, режиссёр Роберто Руссо
- Классовые отношения , режиссёр Даниель Юйе и Жан-Мари Штрауб
- Лёгкое телесное повреждение, режиссёр Горгий Шомшас
- Потоки любви, режиссёр Джон Кассаветис
- Человек без воспоминаний, режиссёр Курт Глур
- Утро в Алабаме, режиссёр Норберт Кюкельманн
- Антарктическая повесть, режиссёр Корэёси Курахара
- Смешная грязная маленькая война, режиссёр Эктор Оливера
- Рембетико, режиссёр Костас Феррис
- Красавица и чудовище, режиссёр Нильс Мальмрос
- Звезда-80, режиссёр Боб Фосси
- Тихий океан, режиссёр Дигна Синке
- Ночные воришки, режиссёр Сэмюэл Фуллер
- Военно-полевой роман, режиссёр Пётр Тодоровский
- Кровь всегда горяча, режиссёр Ян Вэнь

## Награды
- Золотой медведь:
  - Потоки любви, режиссёр Джон Кассаветис
- Золотой медведь за лучший короткометражный фильм:
  - Симфония Фахрада
- Серебряный медведь:
  - Рембетико
  - Утро в Алабаме
- Серебряный медведь за лучшую мужскую роль
  - Альберт Финни — Костюмер
- Серебряный медведь за лучшую женскую роль:
  - Инна Чурикова — Военно-полевой роман
- Серебряный медведь за лучший короткометражный фильм:
  - Поединок аиста и моллюска
  - Серебряный медведь за выдающиеся персональные достижения:
  - Этторе Скола — Бал
  - Моника Витти — Флирт (ит.)
- Серебряный медведь - специальный приз жюри:
  - Смешная грязная маленькая война
- Почётное упоминание
  - Жан-Мари Страуб — Классовые отношения
  - Даниель Юйе — Классовые отношения
- Приз международной ассоциации кинокритиков (ФИПРЕССИ):
- Приз ФИПРЕССИ (конкурсная программа):
  - Смешная грязная маленькая война:
  - Потоки любви
- Приз ФИПРЕССИ (программа «Форум»):
  - Японская деревушка Фуруясикимура
- Приз имени Отто Дибелиуса международного евангелического жюри:
- Приз имени Отто Дибелиуса международного евангелического жюри (конкурсная программа):
  - Человек без воспоминаний
- Приз имени Отто Дибелиуса международного евангелического жюри (программа «Форум»)
  - Благослови их маленькие сердца
- Приз Международной Католической организации в области кино (OCIC):
- Приз Международной Католической организации в области кино (конкурсная программа):
  - Человек без воспоминаний
- Стимулирующий приз Международной Католической организации в области кино:
  - Tiznao
- Приз Международной Католической организации в области кино - почётное упоминание:
- Приз Международной Католической организации в области кино - почётное упоминание (конкурсная программа):
  - Аин
- Приз Международной Католической организации в области кино - почётное упоминание (программа «Форум»):
  - Благослови их маленькие сердца
- Приз Европейской конфедерации художественного кино:
  - Аин
  - Смешная грязная маленькая война
- Награда C.I.D.A.L.C.
  - Костюмер
- Приз Международного центра фильмов для детей и молодежи (C.I.F.E.J.):
  - Гулибик
- Премия Детского фонда ООН (UNICEF):
  - Песси и Иллюзия (фильм, 1984)
- Премия Детского фонда ООН - особое упоминание:
  - Пропавший мальчик
- Приз газеты Berliner Morgenpost:
  - Бал
- Приз газеты Zitty:
  - Тем временем
  - Золотоискатели